# Tournoi féminin de basket-ball à trois aux Jeux olympiques d'été de 2024
Cet article traite de l’épreuve féminine. Pour la compétition masculine, voir Tournoi masculin de basket-ball à trois aux Jeux olympiques d'été de 2024.
Cet article traite de l’épreuve de basket-ball à trois. Pour la compétition à cinq, voir Tournoi féminin de basket-ball aux Jeux olympiques d'été de 2024.
Navigation
Tokyo 2020 Los Angeles 2028
Le tournoi féminin de basket-ball à trois aux Jeux olympiques d'été de 2024 se tient à Paris, en France, du 30 juillet au 5 août 2024.

## Lieu de la compétition

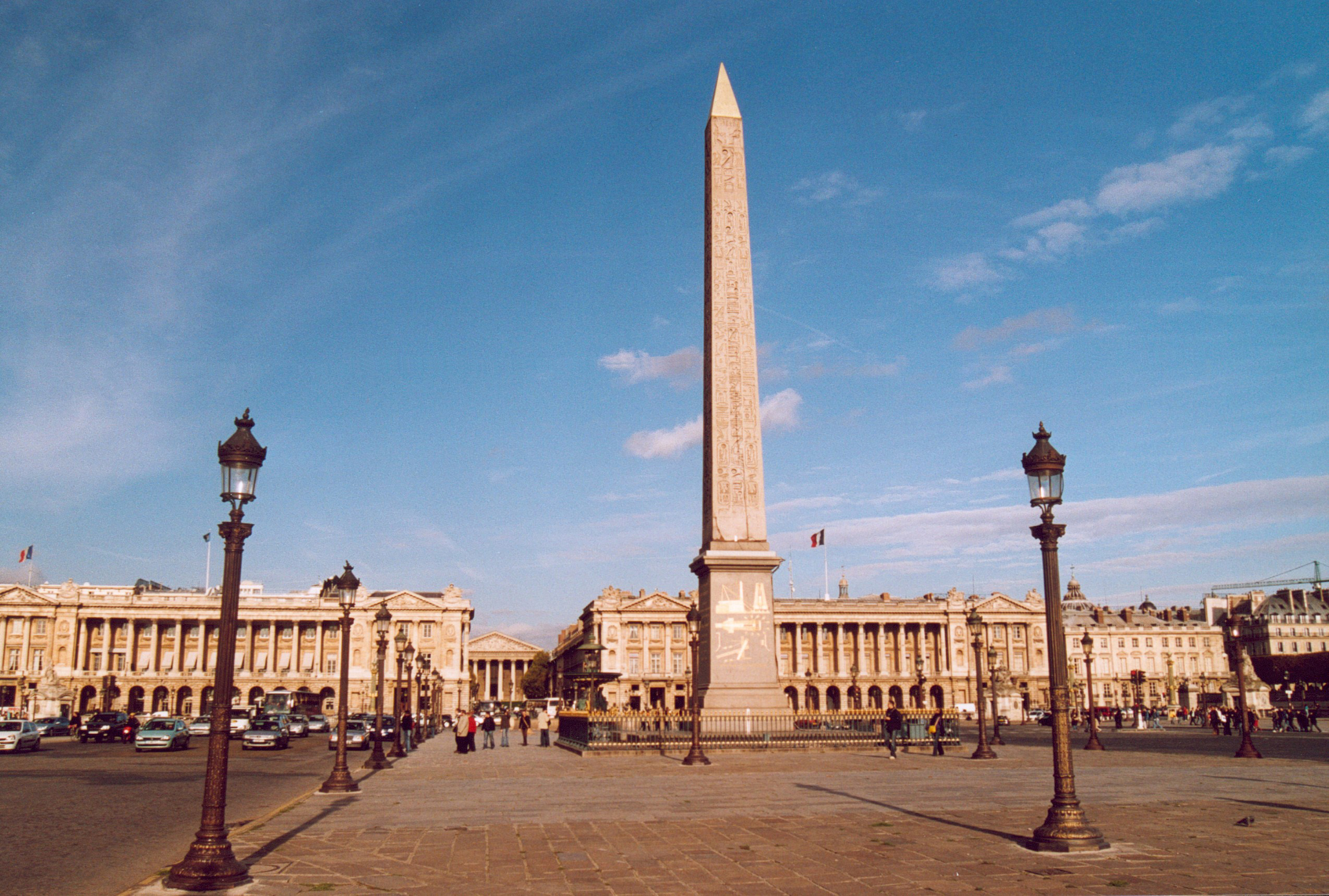
Vue générale de la place de la Concorde.

Le tournoi de basket-ball à trois se déroule au sein du parc urbain de la Concorde, sur la place de la Concorde, au cœur de Paris. Le site accueille également les compétitions de BMX freestyle, de skateboard et de breakdance.

## Format de la compétition
Les huit équipes sont réunies en une poule unique. Chaque équipe rencontre les sept autres une fois. À la fin des matchs de poule, les six meilleures équipes se qualifient pour le tournoi final à élimination directe : les deux premières équipes pour les demi-finales, les quatre suivantes jouent des quarts de finale.

## Calendrier
| - P : premiers tours - ¼ : quarts de finale - ½ : demi-finales - F : finales |

| Ma 30 | Me 31 | Je 1er | Ve 2 | Sa 3 | Sa 3 | Di 4 | Lu 5 | Lu 5 |
| ----- | ----- | ------ | ---- | ---- | ---- | ---- | ---- | ---- |
| P     | P     | P      | P    | P    | ¼    |      | ½    | F    |

## Acteurs du tournoi

### Équipes qualifiées
| Compétition                       | Lieu       | Date                | Places | Qualifiés                |
| --------------------------------- | ---------- | ------------------- | ------ | ------------------------ |
| Pays organisateur                 | -          | -                   | 1      | France                   |
| Ranking                           | -          | 1er novembre 2023   | 2      | Chine États-Unis         |
| TQO pour l’universalité 2024 no 1 | Hong-Kong  | 12 au 14 avril 2024 | 1      | Azerbaïdjan              |
| TQO pour l’universalité 2024 no 2 | Utsunomiya | 3 au 5 mai 2024     | 1      | Australie                |
| TQO 2024                          | Debrecen   | 16 au 19 mai 2024   | 3      | Allemagne Canada Espagne |
| Total                             | Total      | Total               | 8      |                          |

### Joueuses
Chaque nation participante doit présenter un effectif de 4 joueuses. Parmi elles, au moins deux doivent être dans leur top 10 national. Toutes les joueuses doivent avoir au minimum 18 ans au début de la compétition.
| Allemagne                                                       | Australie                                                                    | Azerbaïdjan                                                        | Canada                                                                |
| Svenja Brunckhorst Sonja Greinacher Elisa Mevius Marie Reichert | Anneli Maley (en) Lauren Mansfield (en) Marena Whittle (en) Alex Wilson (en) | Tiffany Hayes Alexandra Mollenhauer Dina Oulianova Marcedes Walker | Kacie Bosch (en) Paige Crozon (en) Katherine Plouffe Michelle Plouffe |
| Chine                                                           | Espagne                                                                      | États-Unis                                                         | France                                                                |
| Chen Mingling Wan Jiyuan Wang Lili Zhang Zhiting                | Gracia Alonso de Armiño Juana Camilión Vega Gimeno Sandra Ygueravide         | Dearica Hamby Cierra Burdick Rhyne Howard Hailey Van Lith          | Myriam Djekoundade Laëtitia Guapo Hortense Limouzin Marie-Ève Paget   |

## Premier tour

### Classement
| Rang | Équipe              | %  | J | G | P | Pp  | Moy. |
| ---- | ------------------- | -- | - | - | - | --- | ---- |
| 1    | Allemagne           | 86 | 7 | 6 | 1 | 117 | 16,7 |
| 2    | Espagne (2v–1d)     | 57 | 7 | 4 | 3 | 115 | 16,4 |
| 3    | États-Unis (2v–1d)  | 57 | 7 | 4 | 3 | 108 | 15,4 |
| 4    | Canada (1v–2d)      | 57 | 7 | 4 | 3 | 129 | 18,4 |
| 5    | Australie (1v–2d)   | 57 | 7 | 4 | 3 | 127 | 18,1 |
| 6    | Chine (1v–1d)       | 29 | 7 | 2 | 5 | 107 | 15,3 |
| 7    | Azerbaïdjan (1v–1d) | 29 | 7 | 2 | 5 | 106 | 15,1 |
| 8    | France (1v–1d)      | 29 | 7 | 2 | 5 | 99  | 14,1 |

- Directement qualifié pour les demi-finales.
- Qualifié pour les quarts de finale.

### Matches
| 30 juillet 2024 17 h 30 (HAEC) | Rapport | Allemagne                                                                         | 17–13                               | États-Unis                                                                 |  | Parc urbain de la Concorde Paris Arbitres : Markos Michaelides Kim Ga-in |
| 30 juillet 2024 17 h 30 (HAEC) | Rapport | Marie Reichert, 5 Sonja Greinacher, 6 Svenja Brunckhorst, 2 Sonja Greinacher, 8,6 | Points Rebonds Passes d. Évaluation | Hailey Van Lith, 6 Dearica Hamby, 7 Cierra Burdick, 4 Hailey Van Lith, 7,5 |  | Parc urbain de la Concorde Paris Arbitres : Markos Michaelides Kim Ga-in |

| 30 juillet 2024 18 h (HAEC) | Rapport | Australie                                                     | 14–22                               | Canada                                                                               |  | Parc urbain de la Concorde Paris Arbitres : Najib Chajiddine Shi Qirong |
| 30 juillet 2024 18 h (HAEC) | Rapport | Alex Wilson, 6 Alex Wilson, 6 Alex Wilson, 1 Alex Wilson, 7,6 | Points Rebonds Passes d. Évaluation | Katherine Plouffe, 10 Michelle Plouffe, 5 Michelle Plouffe, 2 Katherine Plouffe, 9,8 |  | Parc urbain de la Concorde Paris Arbitres : Najib Chajiddine Shi Qirong |

| 30 juillet 2024 21 h (HAEC) | Rapport | Espagne                                                                                      | 18–16                               | Azerbaïdjan                                                              |  | Parc urbain de la Concorde Paris Arbitres : Edmond Ho Dorothy Okatch |
| 30 juillet 2024 21 h (HAEC) | Rapport | Gimeno, Alonso de Armiño, 5 Gracia Alonso de Armiño, 8 Juana Camilión, 2 Juana Camilión, 7,7 | Points Rebonds Passes d. Évaluation | Tiffany Hayes, 10 Tiffany Hayes, 7 Marcedes Walker, 1 Tiffany Hayes, 9,7 |  | Parc urbain de la Concorde Paris Arbitres : Edmond Ho Dorothy Okatch |

| 30 juillet 2024 21 h 30 (HAEC) | Rapport | France                                                                                | 19–21                               | Chine                                                                   | ap | Parc urbain de la Concorde Paris Arbitres : Deanna Jackson Brigitta Csabai-Kaskötő |
| 30 juillet 2024 21 h 30 (HAEC) | Rapport | Hortense Limouzin, 6 Djekoundade, Limouzin, 3 Marie-Ève Paget, 3 Marie-Ève Paget, 9,6 | Points Rebonds Passes d. Évaluation | Chen Mingling, 10 Zhang Zhiting, 4 Chen Mingling, 2 Chen Mingling, 15,2 | ap | Parc urbain de la Concorde Paris Arbitres : Deanna Jackson Brigitta Csabai-Kaskötő |

| 31 juillet 2024 17 h 30 (HAEC) | Rapport | Allemagne                                                                    | 19–21                               | Australie                                                                 |  | Parc urbain de la Concorde Paris Arbitres : Marek Maliszewski Dorothy Okatch |
| 31 juillet 2024 17 h 30 (HAEC) | Rapport | Sonja Greinacher, 9 Mevius, Greinacher, 4 Elisa Mevius, 4 Elisa Mevius, 12,2 | Points Rebonds Passes d. Évaluation | Marena Whittle, 9 Anneli Maley, 7 Lauren Mansfield, 1 Marena Whittle, 7,7 |  | Parc urbain de la Concorde Paris Arbitres : Marek Maliszewski Dorothy Okatch |

| 31 juillet 2024 18 h (HAEC) | Rapport | Canada                                                                              | 21–11                               | Chine                                                             |  | Parc urbain de la Concorde Paris Arbitres : Deanna Jackson Najib Chajiddine |
| 31 juillet 2024 18 h (HAEC) | Rapport | M. Plouffe, Crozon, 7 Michelle Plouffe, 5 Michelle Plouffe, 2 Michelle Plouffe, 7,4 | Points Rebonds Passes d. Évaluation | Chen Mingling, 5 Zhang Zhiting, 3 Wang Lili, 2 Chen Mingling, 3,6 |  | Parc urbain de la Concorde Paris Arbitres : Deanna Jackson Najib Chajiddine |

| 31 juillet 2024 21 h (HAEC) | Rapport | France                                                                     | 12–17                               | Espagne                                                                      |  | Parc urbain de la Concorde Paris Arbitres : Shi Qirong Kim Ga-in |
| 31 juillet 2024 21 h (HAEC) | Rapport | 4 joueuses, 3 Laëtitia Guapo, 5 Marie-Ève Paget, 2 Myriam Djekoundade, 5,8 | Points Rebonds Passes d. Évaluation | Sandra Ygueravide, 9 Juana Camilión, 5 Aucune joueuse Sandra Ygueravide, 9,8 |  | Parc urbain de la Concorde Paris Arbitres : Shi Qirong Kim Ga-in |

| 31 juillet 2024 21 h 30 (HAEC) | Rapport | États-Unis                                                          | 17–20                               | Azerbaïdjan                                                                     |  | Parc urbain de la Concorde Paris Arbitres : Jasmina Juras Kim Ga-in |
| 31 juillet 2024 21 h 30 (HAEC) | Rapport | Dearica Hamby, 7 Dearica Hamby, 5 3 joueuses, 2 Cierra Burdick, 7,7 | Points Rebonds Passes d. Évaluation | Tiffany Hayes, 11 Tiffany Hayes, 7 Alexandra Mollenhauer, 2 Tiffany Hayes, 18,5 |  | Parc urbain de la Concorde Paris Arbitres : Jasmina Juras Kim Ga-in |

| 1er août 2024 9 h (HAEC) | Rapport | Chine                                                      | 15–21                               | Australie                                                          |  | Parc urbain de la Concorde Paris Arbitres : Deanna Jackson Brigitta Csabai-Kaskötő |
| 1er août 2024 9 h (HAEC) | Rapport | Wan Jiyuan, 5 Zhang Zhiting, 4 Wang Lili, 4 Wang Lili, 6,1 | Points Rebonds Passes d. Évaluation | Alex Wilson, 11 Whittle, Maley, 4 Alex Wilson, 2 Alex Wilson, 13,6 |  | Parc urbain de la Concorde Paris Arbitres : Deanna Jackson Brigitta Csabai-Kaskötő |

| 1er août 2024 9 h 30 (HAEC) | Rapport | Allemagne                                                                           | 19–15                               | Canada                                                                                    |  | Parc urbain de la Concorde Paris Arbitres : Jasmina Juras Dorothy Okatch |
| 1er août 2024 9 h 30 (HAEC) | Rapport | Sonja Greinacher, 8 Greinacher, Brunckhorst, 3 Brunckhorst, 1 Sonja Greinacher, 9,6 | Points Rebonds Passes d. Évaluation | M. Plouffe, K. Plouffe, 5 Katherine Plouffe, 4 Michelle Plouffe, 3 Katherine Plouffe, 7,2 |  | Parc urbain de la Concorde Paris Arbitres : Jasmina Juras Dorothy Okatch |

| 1er août 2024 12 h 30 (HAEC) | Rapport | Azerbaïdjan                                                                 | 10–15                               | France                                                                      |  | Parc urbain de la Concorde Paris Arbitres : Dorothy Okatch Markos Michaelides |
| 1er août 2024 12 h 30 (HAEC) | Rapport | Tiffany Hayes, 5 Tiffany Hayes, 6 Mollenhauer, Walker, 1 Tiffany Hayes, 3,6 | Points Rebonds Passes d. Évaluation | Hortense Limouzin, 5 Laëtitia Guapo, 6 Paget, Guapo, 2 Laëtitia Guapo, 6, 4 |  | Parc urbain de la Concorde Paris Arbitres : Dorothy Okatch Markos Michaelides |

| 1er août 2024 13 h (HAEC) | Rapport | États-Unis                                                             | 15–17                               | Australie                                                             |  | Parc urbain de la Concorde Paris Arbitres : Brigitta Csabai-Kaskötő Jasmina Juras |
| 1er août 2024 13 h (HAEC) | Rapport | Rhyne Howard, 8 Dearica Hamby, 6 Hailey Van Lith, 3 Rhyne Howard, 10,1 | Points Rebonds Passes d. Évaluation | Alex Wilson, 8 Whittle, Maley, 2 Lauren Mansfield, 2 Alex Wilson, 6,9 |  | Parc urbain de la Concorde Paris Arbitres : Brigitta Csabai-Kaskötő Jasmina Juras |

| 1er août 2024 18 h (HAEC) | Rapport | Chine                                                  | 14–11                               | Espagne                                                                               |  | Parc urbain de la Concorde Paris Arbitres : Vlad Ghizdareanu Marek Maliszewski |
| 1er août 2024 18 h (HAEC) | Rapport | Wang Lili, 5 Wang Lili, 4 Wang Lili, 3 Wang, Chen, 4,2 | Points Rebonds Passes d. Évaluation | Juana Camilión, 7 Gracia Alonso de Armiño, 6 Sandra Ygueravide, 1 Juana Camilión, 9,0 |  | Parc urbain de la Concorde Paris Arbitres : Vlad Ghizdareanu Marek Maliszewski |

| 1er août 2024 18 h 30 (HAEC) | Rapport | Allemagne                                                                                    | 12–8                                | Azerbaïdjan                                                                   |  | Parc urbain de la Concorde Paris Arbitres : Kim Ga-in Edmond Ho |
| 1er août 2024 18 h 30 (HAEC) | Rapport | Reichert, Brunckhorst, 4 Svenja Brunckhorst, 5 Svenja Brunckhorst, 2 Svenja Brunckhorst, 8,1 | Points Rebonds Passes d. Évaluation | Alexandra Mollenhauer, 4 Tiffany Hayes, 6 Tiffany Hayes, 1 Tiffany Hayes, 4,4 |  | Parc urbain de la Concorde Paris Arbitres : Kim Ga-in Edmond Ho |

| 1er août 2024 21 h 30 (HAEC) | Rapport | Espagne                                                                         | 11–17                               | États-Unis                                                          |  | Parc urbain de la Concorde Paris Arbitres : Shi Qirong Marek Maliszewski |
| 1er août 2024 21 h 30 (HAEC) | Rapport | Vega Gimeno, 5 Sandra Ygueravide, 4 Sandra Ygueravide, 2 Sandra Ygueravide, 4,4 | Points Rebonds Passes d. Évaluation | Van Lith, Howard, 5 Rhyne Howard, 5 3 joueuses, 1 Rhyne Howard, 8,0 |  | Parc urbain de la Concorde Paris Arbitres : Shi Qirong Marek Maliszewski |

| 1er août 2024 22 h (HAEC) | Rapport | Canada                                                                                      | 13–9                                | France                                                                            |  | Parc urbain de la Concorde Paris Arbitres : Kim Ga-in Shi Qirong |
| 1er août 2024 22 h (HAEC) | Rapport | K. Plouffe, Crozon, 4 Katherine Plouffe, 6 M. Plouffe, K. Plouffe, 2 Katherine Plouffe, 6,3 | Points Rebonds Passes d. Évaluation | Hortense Limouzin, 4 Djekoundade, Guapo, 5 Marie-Ève Paget, 1 Laëtitia Guapo, 5,2 |  | Parc urbain de la Concorde Paris Arbitres : Kim Ga-in Shi Qirong |

| 2 août 2024 9 h (HAEC) | Rapport | Chine                                                                  | 15–18                               | Allemagne                                                                         |  | Parc urbain de la Concorde Paris Arbitres : Marek Maliszewski Dorothy Okatch |
| 2 août 2024 9 h (HAEC) | Rapport | Chen Mingling, 6 Chen Mingling, 5 Chen Mingling, 3 Chen Mingling, 13,7 | Points Rebonds Passes d. Évaluation | Marie Reichert, 7 Sonja Greinacher, 5 Svenja Brunckhorst, 3 Sonja Greinacher, 7,3 |  | Parc urbain de la Concorde Paris Arbitres : Marek Maliszewski Dorothy Okatch |

| 2 août 2024 9 h 30 (HAEC) | Rapport | Australie                                                    | 21–12                               | Azerbaïdjan                                                         |  | Parc urbain de la Concorde Paris Arbitres : Deanna Jackson Dorothy Okatch |
| 2 août 2024 9 h 30 (HAEC) | Rapport | Marena Whittle, 8 Whittle, Maley, 5 Whittle, 1 Whittle, 11,5 | Points Rebonds Passes d. Évaluation | Tiffany Hayes, 6 Tiffany Hayes, 5 Aucune joueuse Tiffany Hayes, 6,1 |  | Parc urbain de la Concorde Paris Arbitres : Deanna Jackson Dorothy Okatch |

| 2 août 2024 12 h 30 (HAEC) | Rapport | Australie                                                          | 17–21                               | Espagne                                                                                       |  | Parc urbain de la Concorde Paris Arbitres : Marek Maliszewski Deanna Jackson |
| 2 août 2024 12 h 30 (HAEC) | Rapport | Marena Whittle, 7 Anneli Maley, 7 Alex Wilson, 3 Anneli Maley, 9,0 | Points Rebonds Passes d. Évaluation | Gimeno, Ygueravide, 9 Gracia Alonso de Armiño, 4 Sandra Ygueravide, 1 Sandra Ygueravide, 10,6 |  | Parc urbain de la Concorde Paris Arbitres : Marek Maliszewski Deanna Jackson |

| 2 août 2024 13 h (HAEC) | Rapport | États-Unis                                                           | 14–13                               | France                                                                        |  | Parc urbain de la Concorde Paris Arbitres : Brigitta Csabai-Kaskötő Marek Maliszewski |
| 2 août 2024 13 h (HAEC) | Rapport | 3 joueuses, 4 Cierra Burdick, 7 3 joueuses, 1 Burdick, Van Lith, 5,2 | Points Rebonds Passes d. Évaluation | Laëtitia Guapo, 5 Myriam Djekoundade, 3 Laëtitia Guapo, 2 Laëtitia Guapo, 5,5 |  | Parc urbain de la Concorde Paris Arbitres : Brigitta Csabai-Kaskötő Marek Maliszewski |

| 2 août 2024 17 h 30 (HAEC) | Rapport | Azerbaïdjan                                                           | 21–19                               | Chine                                                      | ap | Parc urbain de la Concorde Paris Arbitres : Markos Michaelides Kim Ga-in |
| 2 août 2024 17 h 30 (HAEC) | Rapport | Tiffany Hayes, 11 Tiffany Hayes, 5 Aucune joueuse Tiffany Hayes, 14,1 | Points Rebonds Passes d. Évaluation | Chen Mingling, 8 Wang Lili, 4 Wang Lili, 3 Wang Lili, 12,5 | ap | Parc urbain de la Concorde Paris Arbitres : Markos Michaelides Kim Ga-in |

| 2 août 2024 18 h (HAEC) | Rapport | États-Unis                                                                 | 18–17                               | Canada                                                                               | ap | Parc urbain de la Concorde Paris Arbitres : Kim Ga-in Najib Chajiddine |
| 2 août 2024 18 h (HAEC) | Rapport | Rhyne Howard, 7 Cierra Burdick, 5 Burdick, Van Lith, 1 Cierra Burdick, 6,8 | Points Rebonds Passes d. Évaluation | Katherine Plouffe, 10 Michelle Plouffe, 6 Michelle Plouffe, 5 Katherine Plouffe, 7,6 | ap | Parc urbain de la Concorde Paris Arbitres : Kim Ga-in Najib Chajiddine |

| 2 août 2024 21 h (HAEC) | Rapport | Canada                                                                               | 20–22                               | Espagne                                                                                       | ap | Parc urbain de la Concorde Paris Arbitres : Shi Qirong Markos Michaelides |
| 2 août 2024 21 h (HAEC) | Rapport | Michelle Plouffe, 11 Michelle Plouffe, 6 Katherine Plouffe, 2 Michelle Plouffe, 12,2 | Points Rebonds Passes d. Évaluation | Sandra Ygueravide, 10 Gracia Alonso de Armiño, 6 Sandra Ygueravide, 3 Sandra Ygueravide, 12,5 | ap | Parc urbain de la Concorde Paris Arbitres : Shi Qirong Markos Michaelides |

| 2 août 2024 21 h 30 (HAEC) | Rapport | France                                                                         | 13–14                               | Allemagne                                                                                |  | Parc urbain de la Concorde Paris Arbitres : Shi Qirong Vlad Ghizdareanu |
| 2 août 2024 21 h 30 (HAEC) | Rapport | Laëtitia Guapo, 4 Laëtitia Guapo, 5 Marie-Ève Paget, 3 Myriam Djekoundade, 5,8 | Points Rebonds Passes d. Évaluation | Sonja Greinacher, 7 Sonja Greinacher, 7 Greinacher, Brunckhorst, 1 Sonja Greinacher, 6,0 |  | Parc urbain de la Concorde Paris Arbitres : Shi Qirong Vlad Ghizdareanu |

| 3 août 2024 17 h 30 (HAEC) | Rapport | Azerbaïdjan                                                            | 19–21                               | Canada                                                                          |  | Parc urbain de la Concorde Paris Arbitres : Dorothy Okatch Edmond Ho |
| 3 août 2024 17 h 30 (HAEC) | Rapport | Tiffany Hayes, 9 Tiffany Hayes, 8 Tiffany Hayes, 2 Tiffany Hayes, 10,8 | Points Rebonds Passes d. Évaluation | Michelle Plouffe, 8 Katherine Plouffe, 8 Paige Crozon, 2 Katherine Plouffe, 8,5 |  | Parc urbain de la Concorde Paris Arbitres : Dorothy Okatch Edmond Ho |

| 3 août 2024 18 h (HAEC) | Rapport | Espagne                                                                                        | 15–18                               | Allemagne                                                                     |  | Parc urbain de la Concorde Paris Arbitres : Najib Chajiddine Shi Qirong |
| 3 août 2024 18 h (HAEC) | Rapport | Gracia Alonso de Armiño, 5 Juana Camilión, 4 Sandra Ygueravide, 3 Gracia Alonso de Armiño, 5,6 | Points Rebonds Passes d. Évaluation | Greinacher, Reichert, 5 Marie Reichert, 4 Elisa Mevius, 1 Marie Reichert, 4,6 |  | Parc urbain de la Concorde Paris Arbitres : Najib Chajiddine Shi Qirong |

| 3 août 2024 18 h 35 (HAEC) | Rapport | France                                                                  | 18–16                               | Australie                                                           | ap | Parc urbain de la Concorde Paris Arbitres : Marek Maliszewski Kim Ga-in |
| 3 août 2024 18 h 35 (HAEC) | Rapport | Laëtitia Guapo, 7 Paget, Limouzin, 3 Aucune joueuse Laëtitia Guapo, 7,1 | Points Rebonds Passes d. Évaluation | Marena Whittle, 8 Alex Wilson, 8 Aucune joueuse Marena Whittle, 5,5 | ap | Parc urbain de la Concorde Paris Arbitres : Marek Maliszewski Kim Ga-in |

| 3 août 2024 19 h 5 (HAEC) | Rapport | Chine                                                        | 12–14                               | États-Unis                                                                  |  | Parc urbain de la Concorde Paris Arbitres : Markos Michaelides Vlad Ghizdareanu |
| 3 août 2024 19 h 5 (HAEC) | Rapport | Wan, Zhang, 4 Zhang Zhiting, 8 Chen, Wang, 2 Wan Jiyuan, 6,5 | Points Rebonds Passes d. Évaluation | Hailey Van Lith, 6 Dearica Hamby, 5 Burdick, Howard, 1 Hailey Van Lith, 5,3 |  | Parc urbain de la Concorde Paris Arbitres : Markos Michaelides Vlad Ghizdareanu |

## Phase finale

### Tableau
|  | Quarts de finale | Quarts de finale | Quarts de finale                          | Quarts de finale |                                           |                               | Demi-finales                              | Demi-finales                              | Demi-finales                              | Demi-finales                              |                                           |                                           | Finale                                    | Finale                                    | Finale                                    | Finale                                    |
|  |                  |                  |                                           |                  |                                           |                               |                                           |                                           |                                           |                                           |                                           |                                           |                                           |                                           |                                           |                                           |
|  |                  |                  |                                           |                  |                                           |                               | 5 août, Parc urbain de la Concorde, Paris | 5 août, Parc urbain de la Concorde, Paris | 5 août, Parc urbain de la Concorde, Paris | 5 août, Parc urbain de la Concorde, Paris |                                           |                                           | 5 août, Parc urbain de la Concorde, Paris | 5 août, Parc urbain de la Concorde, Paris | 5 août, Parc urbain de la Concorde, Paris | 5 août, Parc urbain de la Concorde, Paris |
|  |                  |                  |                                           |                  |                                           |                               | 5 août, Parc urbain de la Concorde, Paris | 5 août, Parc urbain de la Concorde, Paris | 5 août, Parc urbain de la Concorde, Paris | 5 août, Parc urbain de la Concorde, Paris |                                           |                                           | 5 août, Parc urbain de la Concorde, Paris | 5 août, Parc urbain de la Concorde, Paris | 5 août, Parc urbain de la Concorde, Paris | 5 août, Parc urbain de la Concorde, Paris |
|  |                  |                  |                                           |                  |                                           |                               | 5 août, Parc urbain de la Concorde, Paris | 5 août, Parc urbain de la Concorde, Paris | 5 août, Parc urbain de la Concorde, Paris | 5 août, Parc urbain de la Concorde, Paris |                                           |                                           | 5 août, Parc urbain de la Concorde, Paris | 5 août, Parc urbain de la Concorde, Paris | 5 août, Parc urbain de la Concorde, Paris | 5 août, Parc urbain de la Concorde, Paris |
|  |                  |                  |                                           |                  |                                           |                               | 5 août, Parc urbain de la Concorde, Paris | 5 août, Parc urbain de la Concorde, Paris | 5 août, Parc urbain de la Concorde, Paris | 5 août, Parc urbain de la Concorde, Paris |                                           |                                           | 5 août, Parc urbain de la Concorde, Paris | 5 août, Parc urbain de la Concorde, Paris | 5 août, Parc urbain de la Concorde, Paris | 5 août, Parc urbain de la Concorde, Paris |
|  |                  |                  |                                           |                  |                                           |                               | 5 août, Parc urbain de la Concorde, Paris | 5 août, Parc urbain de la Concorde, Paris | 5 août, Parc urbain de la Concorde, Paris | 5 août, Parc urbain de la Concorde, Paris |                                           |                                           | 5 août, Parc urbain de la Concorde, Paris | 5 août, Parc urbain de la Concorde, Paris | 5 août, Parc urbain de la Concorde, Paris | 5 août, Parc urbain de la Concorde, Paris |
|  | 1re              | Allemagne        | 16                                        | 16               |                                           |                               |                                           |                                           |                                           |                                           |                                           |                                           | 5 août, Parc urbain de la Concorde, Paris | 5 août, Parc urbain de la Concorde, Paris | 5 août, Parc urbain de la Concorde, Paris | 5 août, Parc urbain de la Concorde, Paris |
|  | 1re              | Allemagne        | 16                                        | 16               | 3 août, Parc urbain de la Concorde, Paris |                               |                                           |                                           |                                           |                                           |                                           |                                           | 5 août, Parc urbain de la Concorde, Paris | 5 août, Parc urbain de la Concorde, Paris | 5 août, Parc urbain de la Concorde, Paris | 5 août, Parc urbain de la Concorde, Paris |
|  |                  |                  | 4e                                        | Canada           | 15                                        | 15                            |                                           |                                           |                                           |                                           |                                           |                                           | 5 août, Parc urbain de la Concorde, Paris | 5 août, Parc urbain de la Concorde, Paris | 5 août, Parc urbain de la Concorde, Paris | 5 août, Parc urbain de la Concorde, Paris |
|  | 4e               | Canada           | 4e                                        | Canada           | 15                                        | 15                            | 21                                        | 21                                        |                                           |                                           |                                           |                                           | 5 août, Parc urbain de la Concorde, Paris | 5 août, Parc urbain de la Concorde, Paris | 5 août, Parc urbain de la Concorde, Paris | 5 août, Parc urbain de la Concorde, Paris |
|  | 4e               | Canada           | 5 août, Parc urbain de la Concorde, Paris |                  |                                           |                               | 21                                        | 21                                        |                                           |                                           |                                           |                                           | 5 août, Parc urbain de la Concorde, Paris | 5 août, Parc urbain de la Concorde, Paris | 5 août, Parc urbain de la Concorde, Paris | 5 août, Parc urbain de la Concorde, Paris |
|  | 5e               | Australie        | 10                                        | 10               |                                           |                               |                                           |                                           |                                           |                                           |                                           |                                           | 5 août, Parc urbain de la Concorde, Paris | 5 août, Parc urbain de la Concorde, Paris | 5 août, Parc urbain de la Concorde, Paris | 5 août, Parc urbain de la Concorde, Paris |
|  | 5e               | Australie        | 10                                        | 10               | 1re                                       | Allemagne                     | 17                                        | 17                                        |                                           |                                           |                                           |                                           |                                           |                                           |                                           |                                           |
|  |                  |                  |                                           |                  | 1re                                       | Allemagne                     | 17                                        | 17                                        |                                           |                                           |                                           |                                           |                                           |                                           |                                           |                                           |
|  |                  |                  | 2e                                        | Espagne          | 16                                        | 16                            |                                           |                                           |                                           |                                           |                                           |                                           |                                           |                                           |                                           |                                           |
|  |                  |                  |                                           |                  | 16                                        | 16                            |                                           |                                           |                                           |                                           |                                           |                                           |                                           |                                           |                                           |                                           |
|  |                  |                  |                                           |                  |                                           |                               |                                           |                                           |                                           |                                           |                                           |                                           |                                           |                                           |                                           |                                           |
|  |                  |                  |                                           |                  |                                           |                               |                                           |                                           |                                           |                                           |                                           |                                           |                                           |                                           |                                           |                                           |
|  | 2e               | Espagne          | 18                                        | 18               | Match pour la troisième place             | Match pour la troisième place | Match pour la troisième place             | Match pour la troisième place             |                                           |                                           |                                           |                                           |                                           |                                           |                                           |                                           |
|  | 2e               | Espagne          | 18                                        | 18               | Match pour la troisième place             | Match pour la troisième place | Match pour la troisième place             | Match pour la troisième place             | 3 août, Parc urbain de la Concorde, Paris |                                           |                                           |                                           |                                           |                                           |                                           |                                           |
|  |                  |                  | 3e                                        | États-Unis       | 16ap                                      | 16ap                          |                                           |                                           | 5 août, Parc urbain de la Concorde, Paris | 5 août, Parc urbain de la Concorde, Paris | 5 août, Parc urbain de la Concorde, Paris | 5 août, Parc urbain de la Concorde, Paris |                                           |                                           |                                           |                                           |
|  | 3e               | États-Unis       | 3e                                        | États-Unis       | 16ap                                      | 16ap                          | 21                                        | 21                                        | 5 août, Parc urbain de la Concorde, Paris | 5 août, Parc urbain de la Concorde, Paris | 5 août, Parc urbain de la Concorde, Paris | 5 août, Parc urbain de la Concorde, Paris |                                           |                                           |                                           |                                           |
|  | 3e               | États-Unis       |                                           |                  |                                           |                               |                                           | 21                                        |                                           |                                           | 4e                                        | Canada                                    | 13                                        | 13                                        |                                           |                                           |
|  | 6e               | Chine            | 13                                        | 13               |                                           |                               |                                           |                                           |                                           |                                           | 4e                                        | Canada                                    | 13                                        | 13                                        |                                           |                                           |
|  | 6e               | Chine            | 13                                        | 13               | 3e                                        | États-Unis                    | 16                                        | 16                                        |                                           |                                           |                                           |                                           |                                           |                                           |                                           |                                           |
|  |                  |                  |                                           |                  |                                           |                               |                                           |                                           |                                           |                                           |                                           |                                           |                                           |                                           |                                           |                                           |

### Quarts de finale
| 3 août 2024 21 h 30 (HAEC) | Rapport | Canada                                                                         | 21–10                               | Australie                                                        |  | Parc urbain de la Concorde Paris Arbitres : Najib Chajiddine Deanna Jackson |
| 3 août 2024 21 h 30 (HAEC) | Rapport | Kacie Bosch, 9 Michelle Plouffe, 6 M. Plouffe, K. Plouffe, 3 Kacie Bosch, 12,1 | Points Rebonds Passes d. Évaluation | Anneli Maley, 5 Anneli Maley, 5 Alex Wilson, 1 Anneli Maley, 4,3 |  | Parc urbain de la Concorde Paris Arbitres : Najib Chajiddine Deanna Jackson |

| 3 août 2024 22 h 5 (HAEC) | Rapport | États-Unis                                                           | 21–13                               | Chine                                                    |  | Parc urbain de la Concorde Paris Arbitres : Markos Michaelides Kim Ga-in |
| 3 août 2024 22 h 5 (HAEC) | Rapport | Dearica Hamby, 9 Cierra Burdick, 8 3 joueuses, 2 Dearica Hamby, 11,6 | Points Rebonds Passes d. Évaluation | Chen, Wan, 4 Zhang, Wan, 3 4 joueuses, 1 Wan Jiyuan, 6,2 |  | Parc urbain de la Concorde Paris Arbitres : Markos Michaelides Kim Ga-in |

### Demi-finales
| 5 août 2024 17 h 30 (HAEC) | Rapport | Espagne                                                                      | 18–16                               | États-Unis                                                               | ap | Parc urbain de la Concorde Paris Arbitres : Shi Qirong Marek Maliszewski |
| 5 août 2024 17 h 30 (HAEC) | Rapport | Sandra Ygueravide, 9 Vega Gimeno, 6 Juana Camilión, 2 Sandra Ygueravide, 8,8 | Points Rebonds Passes d. Évaluation | Hailey Van Lith, 8 Dearica Hamby, 7 Rhyne Howard, 2 Hailey Van Lith, 9,9 | ap | Parc urbain de la Concorde Paris Arbitres : Shi Qirong Marek Maliszewski |

| 5 août 2024 18 h 30 (HAEC) | Rapport | Allemagne                                                                       | 16–15                               | Canada                                                                               |  | Parc urbain de la Concorde Paris Arbitres : Jasmina Juras Najib Chajiddine |
| 5 août 2024 18 h 30 (HAEC) | Rapport | Sonja Greinacher, 11 Sonja Greinacher, 5 Elisa Mevius, 2 Sonja Greinacher, 15,5 | Points Rebonds Passes d. Évaluation | K. Plouffe, Bosch, Crozon, 4 M. Plouffe, K. Plouffe, 4 K. Plouffe, 2 K. Plouffe, 7,0 |  | Parc urbain de la Concorde Paris Arbitres : Jasmina Juras Najib Chajiddine |

### Troisième place
| 5 août 2024 21 h (HAEC) | Rapport | Canada                                                                              | 13–16                               | États-Unis                                                                  |  | Parc urbain de la Concorde Paris Arbitres : Najib Chajiddine Shi Qirong |
| 5 août 2024 21 h (HAEC) | Rapport | Katherine Plouffe, 5 Michelle Plouffe, 6 Michelle Plouffe, 2 Katherine Plouffe, 7,0 | Points Rebonds Passes d. Évaluation | Hailey Van Lith, 6 Dearica Hamby, 6 Hailey Van Lith, 2 Hailey Van Lith, 8,5 |  | Parc urbain de la Concorde Paris Arbitres : Najib Chajiddine Shi Qirong |

### Finale
| 5 août 2024 22 h 5 (HAEC) | Rapport | Allemagne                                                                             | 17–16                               | Espagne                                                                      |  | Parc urbain de la Concorde Paris Arbitres : Edmond Ho Brigitta Csabai-Kaskötő |
| 5 août 2024 22 h 5 (HAEC) | Rapport | Sonja Greinacher, 5 Svenja Brunckhorst, 4 Svenja Brunckhorst, 2 Sonja Greinacher, 7,5 | Points Rebonds Passes d. Évaluation | Juana Camilión, 6 Vega Gimeno, 4 Ygueravide, Camilión, 2 Juana Camilión, 8,0 |  | Parc urbain de la Concorde Paris Arbitres : Edmond Ho Brigitta Csabai-Kaskötő |

## Statistiques et récompenses

### Meilleures marqueuses
| Rang | Nom               | Points |
| ---- | ----------------- | ------ |
| 1    | Sonja Greinacher  | 56     |
| 2    | Tiffany Hayes     | 54     |
| 2    | Katherine Plouffe | 54     |
| 4    | Michelle Plouffe  | 52     |
| 5    | Alex Wilson       | 50     |
| 5    | Sandra Ygueravide | 50     |

### Récompenses
Les récompenses ont été annoncées le 7 août 2024.
| Équipe du tournoi | Équipe du tournoi |
| ----------------- | ----------------- |
| Sonja Greinacher  |                   |
| Sandra Ygueravide |                   |
| Hailey Van Lith   |                   |
| Meilleure joueuse |                   |
| Sonja Greinacher  |                   |

### Classements
| Rang                                | Équipe      | J  | V | D | PP  | Moy. | %      |
| ----------------------------------- | ----------- | -- | - | - | --- | ---- | ------ |
| Médaille d'or, Jeux olympiques      | Allemagne   | 9  | 8 | 1 | 150 | 16,7 | 88,9 % |
| Médaille d'argent, Jeux olympiques  | Espagne     | 9  | 5 | 4 | 148 | 16,4 | 55,6 % |
| Médaille de bronze, Jeux olympiques | États-Unis  | 10 | 6 | 4 | 161 | 16,1 | 60,0 % |
| 4                                   | Canada      | 10 | 5 | 5 | 177 | 17,7 | 50,0 % |
| 5                                   | Australie   | 8  | 4 | 4 | 137 | 17,1 | 50,0 % |
| 6                                   | Chine       | 8  | 2 | 6 | 120 | 15,0 | 25,0 % |
| 7                                   | Azerbaïdjan | 7  | 2 | 5 | 106 | 15,1 | 28,6 % |
| 8                                   | France      | 7  | 2 | 5 | 99  | 14,1 | 28,6 % |